# San Miguel de Allende, Durango
San Miguel de Allende är en ort i Mexiko.   Den ligger i kommunen Nuevo Ideal och delstaten Durango, i den centrala delen av landet, 800 km nordväst om huvudstaden Mexico City. San Miguel de Allende ligger 2 029 meter över havet och antalet invånare är 367.
Terrängen runt San Miguel de Allende är kuperad åt nordost, men åt sydväst är den platt. Runt San Miguel de Allende är det mycket glesbefolkat, med 3 invånare per kvadratkilometer. Närmaste större samhälle är El Nuevo Porvenir, 16,2 km söder om San Miguel de Allende. Omgivningarna runt San Miguel de Allende är i huvudsak ett öppet busklandskap.